# Guerre de guérilla lors de la guerre de Sécession
 (août 2023).
La mise en forme du texte ne suit pas les recommandations de Wikipédia : il faut le « wikifier ».
Les points d'amélioration suivants sont les cas les plus fréquents. Le détail des points à revoir est peut-être précisé sur la page de discussion.
- Les titres sont pré-formatés par le logiciel. Ils ne sont ni en capitales, ni en gras.
- Le texte ne doit pas être écrit en capitales (les noms de famille non plus), ni en gras, ni en italique, ni en « petit »…
- Le gras n'est utilisé que pour surligner le titre de l'article dans l'introduction, une seule fois.
- L'italique est rarement utilisé : mots en langue étrangère, titres d'œuvres, noms de bateaux, etc.
- Les citations ne sont pas en italique mais en corps de texte normal. Elles sont entourées par des guillemets français : « et ».
- Les listes à puces sont à éviter, des paragraphes rédigés étant largement préférés. Les tableaux sont à réserver à la présentation de données structurées (résultats, etc.).
- Les appels de note de bas de page (petits chiffres en exposant, introduits par l'outil «  Source ») sont à placer entre la fin de phrase et le point final[comme ça].
- Les liens internes (vers d'autres articles de Wikipédia) sont à choisir avec parcimonie. Créez des liens vers des articles approfondissant le sujet. Les termes génériques sans rapport avec le sujet sont à éviter, ainsi que les répétitions de liens vers un même terme.
- Les liens externes sont à placer uniquement dans une section « Liens externes », à la fin de l'article. Ces liens sont à choisir avec parcimonie suivant les règles définies. Si un lien sert de source à l'article, son insertion dans le texte est à faire par les notes de bas de page.
- La présentation des références doit suivre les conventions bibliographiques. Il est recommandé d'utiliser les modèles {{Ouvrage}}, {{Chapitre}}, {{Article}}, {{Lien web}} et/ou {{Bibliographie}}. Le mode d'édition visuel peut mettre en forme automatiquement les références.
- Insérer une infobox (cadre d'informations à droite) n'est pas obligatoire pour parachever la mise en page.

Pour une aide détaillée, merci de consulter Aide:Wikification.
Si vous pensez que ces points ont été résolus, vous pouvez retirer ce bandeau et améliorer la mise en forme d'un autre article.
 (août 2023).
Si vous disposez d'ouvrages ou d'articles de référence ou si vous connaissez des sites web de qualité traitant du thème abordé ici, merci de compléter l'article en donnant les références utiles à sa vérifiabilité et en les liant à la section « Notes et références ».

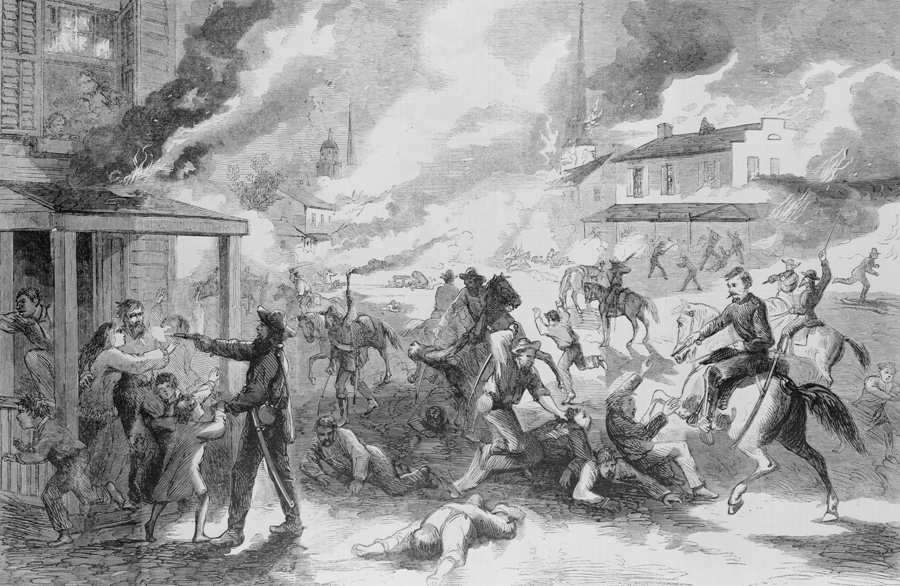
« La destruction de la ville de Lawrence, Kansas et le massacre de ses habitants par les guérilleros rebelles », illustration pour le magazine Harper's Weekly, 1863.

La guerre de guérilla pendant la guerre de Sécession (1861-1865) était une forme de conflit caractérisée par des embuscades, des raids surprises et des styles de combat irréguliers. Menées par les deux côtés du conflit, mais surtout par la Confédération, elles s'intensifièrent à mesure que la guerre se prolongea.

## Contexte
Les guérillas de la guerre de Sécession suivirent les mêmes schémas généraux de guerre irrégulière que celles menées dans l'Europe du XIXe siècle. Structurellement, elles peuvent être divisées en trois types d'opérations différentes : les « guerres populaires », les « guerres partisanes » et les « guerres de raids ». Chacun avaient des caractéristiques distinctes qui furent des pratiques courantes pendant la guerre.

## Opérations

### Guerres populaires
Le concept de « guerre populaire », décrit pour la première fois par Clausewitz dans son traité De la guerre, était l'exemple le plus proche d'un mouvement de guérilla de masse au XIXe siècle. En général, pendant la guerre de sécession, ce type de guerre irrégulière fut menée dans l'arrière-pays des États frontaliers (Missouri, Arkansas, Tennessee, Kentucky et nord-ouest de la  Virginie/Virginie occidentale). Cela fut marqué par la vicieuse capacité de certains voisins de se disputer installant de plus en plus un climat de rancunes. Il était fréquent que les habitants d'une partie d'un même comté prennent les armes contre leurs homologues du reste du voisinage. Bushwhacking, meurtre, agression et terrorisme étaient les caractéristiques de ce type de combat. Peu de participants portaient des uniformes ou étaient officiellement enrôlés dans les armées nationales. Dans de nombreux cas, des civils se battirent contre d'autres civils ou contre les troupes ennemies adverses.
Un bon exemple était les forces irrégulières opposées opérant dans le Missouri et le nord de l'Arkansas de 1862 à 1865, dont la plupart n'étaient pro-confédérées ou pro-union que de nom. Ils s'attaquèrent aux civils et aux forces militaires isolées des deux côtés sans se soucier de la politique. Parmi les guérilleros semi-organisés, plusieurs groupes se formèrent plus « officiellement » et reçurent une certaine légitimité de la part de leurs gouvernements. Les Raiders de Quantrill, qui terrorisaient les civils pro-Union et combattaient les troupes fédérales dans de vastes régions du Missouri et du Kansas, étaient l'un de ces groupes. Une autre unité notoire, aux liens discutables avec l'armée confédérée, était dirigée par Champ Ferguson le long de la frontière Kentucky-Tennessee, qui devint l'une des rares figures de la cause confédérée à être exécutée après la guerre. Des dizaines d'autres petites bandes localisées terrorisèrent la campagne dans toute la région frontalière pendant le conflit, provoquant dans la région une guerre totale qui dura jusqu'à la fin de la guerre de sécession et même au delà à certains endroits.

### Guerres partisanes
La guerre partisane, en revanche, ressemblait davantage aux opérations de commando du XXe siècle. Les partisans étaient de petites unités de forces conventionnelles, contrôlées et organisées par une force militaire pour des opérations derrière les lignes ennemies. Le Partisan Ranger Act de 1862, adopté par le Congrès confédéré, autorisa la formation de telles unités et leur donna une légitimité, ce qui les rangea dans une catégorie différente des « bushwhacker » ou des « guérilla ». John Singleton Mosby forma une unité de partisans (le 43e bataillon) qui fut très efficace pour immobiliser les forces de l'Union derrière leurs lignes dans le nord de la Virginie au cours des deux dernières années de la guerre. Des groupes tels que les Blazer's Scouts, les White's Comanches, les Loudoun Rangers, les McNeill's Rangers et d'autres forces similaires servirent parfois dans les armées officielles, mais ils étaient souvent organisés de manière lâche et opéraient plus comme partisans que comme régiment, surtout au début de la guerre.

### Guerres de raids

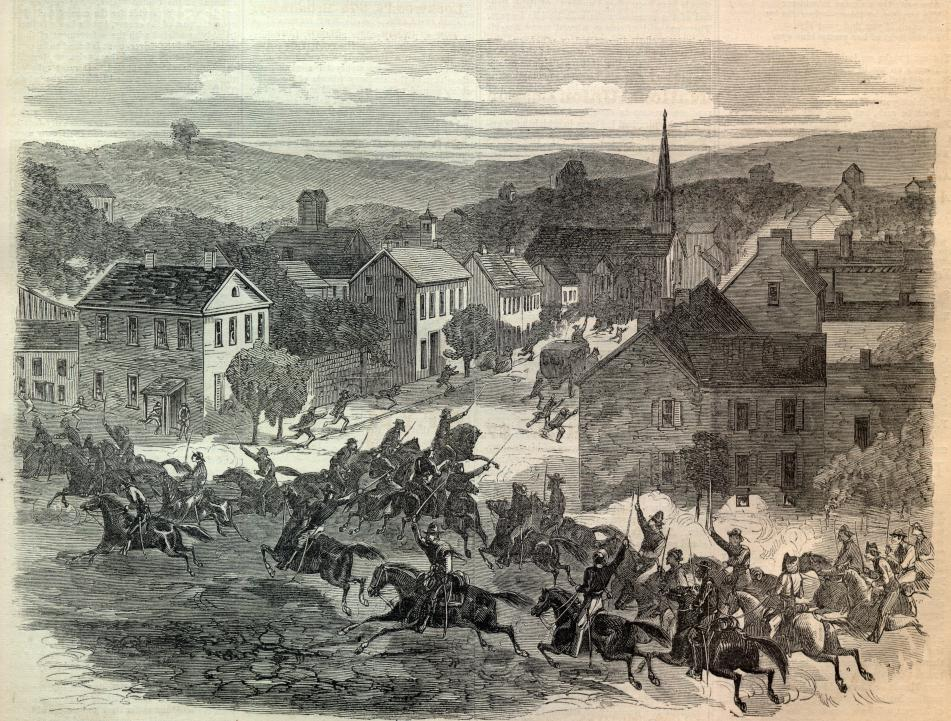
« Les Morgan's Raiders entrent à Washington, Ohio », illustration pour le magazine Harper's Weekly, 1863.

Enfin, les grands raids de forces de cavalerie conventionnelles étaient souvent considérés comme de nature « irrégulière ». Les « brigades partisanes » de Nathan Bedford Forrest et John Hunt Morgan opérèrent dans le cadre des forces de cavalerie de l'armée confédérée du Tennessee en 1862 et 1863. Ils reçurent des missions spécifiques pour détruire les centres logistiques, les ponts ferroviaires et autres cibles stratégiques pour aider aux missions les plus importantes de l'armée du Tennessee. Morgan mena également des raids dans le Kentucky. Lors de son dernier raid, il viola les ordres en traversant la rivière Ohio et en faisant des raids dans l'Ohio et l'Indiana, voulant « ramener » la guerre au Nord. Le long raid détourna des milliers de soldats de l'Union. Morgan captura et mis en liberté conditionnelle près de 6 000 soldats, détruit des ponts et des fortifications et fit fuir du bétail. Au milieu de 1863, les Morgan's Raiders avaient été en grande partie détruits à la fin du Raid de Morgan.
Certains de ses partisans continuèrent indépendamment, comme Marcellus Jerome Clarke, qui continua à faire des raids dans le Kentucky. La Confédération mena peu de grands raids de cavalerie  au cours des dernières années de la guerre, principalement en raison des pertes de cavaliers expérimentés et des opérations offensives de l'armée de l'Union. La cavalerie fédérale mena plusieurs raids réussis lors du conflit, mais utilisa généralement ses forces de cavalerie pour des rôles plus conventionnels. Une exception notable fut le Raid de Grierson de 1863, qui contribua fortement à préparer le terrain pour la victoire du général Ulysses S. Grant à la campagne de Vicksburg.

### Contre-insurrection
Les opérations de contre-insurrection réussirent à réduire l'impact des guérillas confédérées. Dans l'Arkansas, les forces de l'Union utilisèrent une grande variété de stratégies pour vaincre les irréguliers. Elles incluaient l'utilisation des forces unionistes de l'Arkansas comme troupes anti-guérilla, l'utilisation de forces fluviales telles que des canonnières; pour contrôler les voies navigables, et le système d'application de la loi militaire du shérif prévôt pour espionner les guérilleros présumés et emprisonner ceux qui furent capturés. Contre les pillards confédérés, l'armée de l'Union développa elle-même une cavalerie dédiée et renforça ce système par de nombreux blockhaus et fortifications pour défendre ses cibles stratégiques.
Cependant, les tentatives de l'Union de vaincre les rangers partisans de Mosby n'aboutirent pas en raison de l'utilisation par Mosby de très petites unités (10 à 15 hommes) qui opéraient dans des zones considérées comme amicales avec les confédérés. Un autre régiment, connu sous le nom de Thomas's Légion, possédait des Indiens Cherokee blancs et anti-Union transformés en une force de guérilla, et continua à se battre dans l'arrière-pays montagneux reculé de l'ouest de la Caroline du Nord pendant un mois après la reddition de Robert E. Lee à Appomattox. Cette unité ne fut jamais complètement supprimée par les forces de l'Union, mais elle cessa volontairement les hostilités après avoir capturé la ville de Waynesville, Caroline du Nord, le 10 mai 1865.

## Conséquences
À la fin du XXe siècle, plusieurs historiens se penchèrent sur la décision du gouvernement confédéré de ne pas utiliser de guérillas pour prolonger la guerre. Vers la fin du conflit, certains membres de l'administration confédérée préconisèrent de poursuivre le combat comme un conflit de guérilla. De tels initiatives firent face aux oppositions de généraux confédérés comme Lee, qui pensaient que la reddition et la réconciliation étaient les meilleures options pour le Sud ravagé par la guerre.

## Voir également